# Jüdischer Friedhof (Písek)
Koordinaten: 49° 18′ 59,5″ N, 14° 7′ 35,1″ O

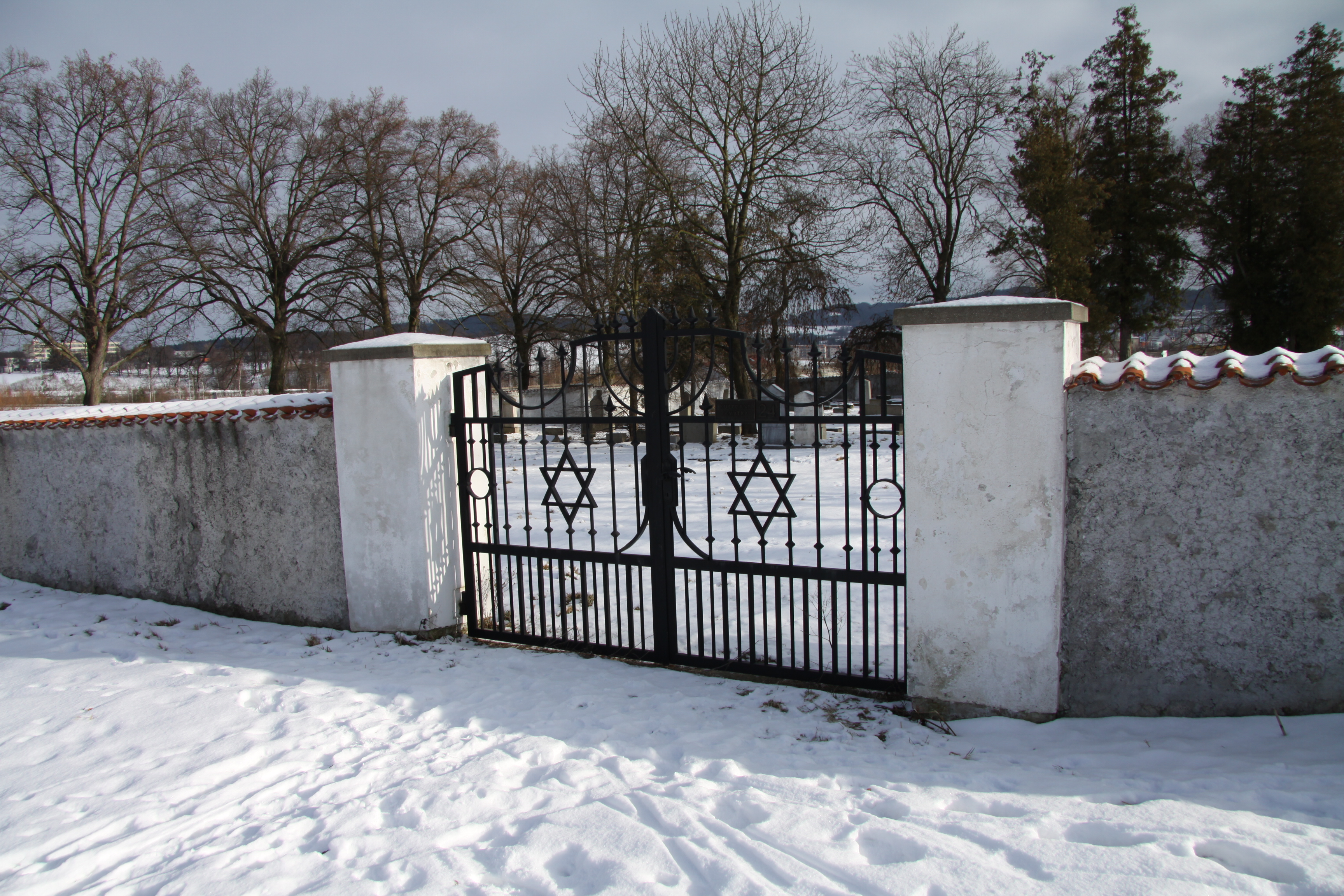
Eingang zum jüdischen Friedhof in Písek

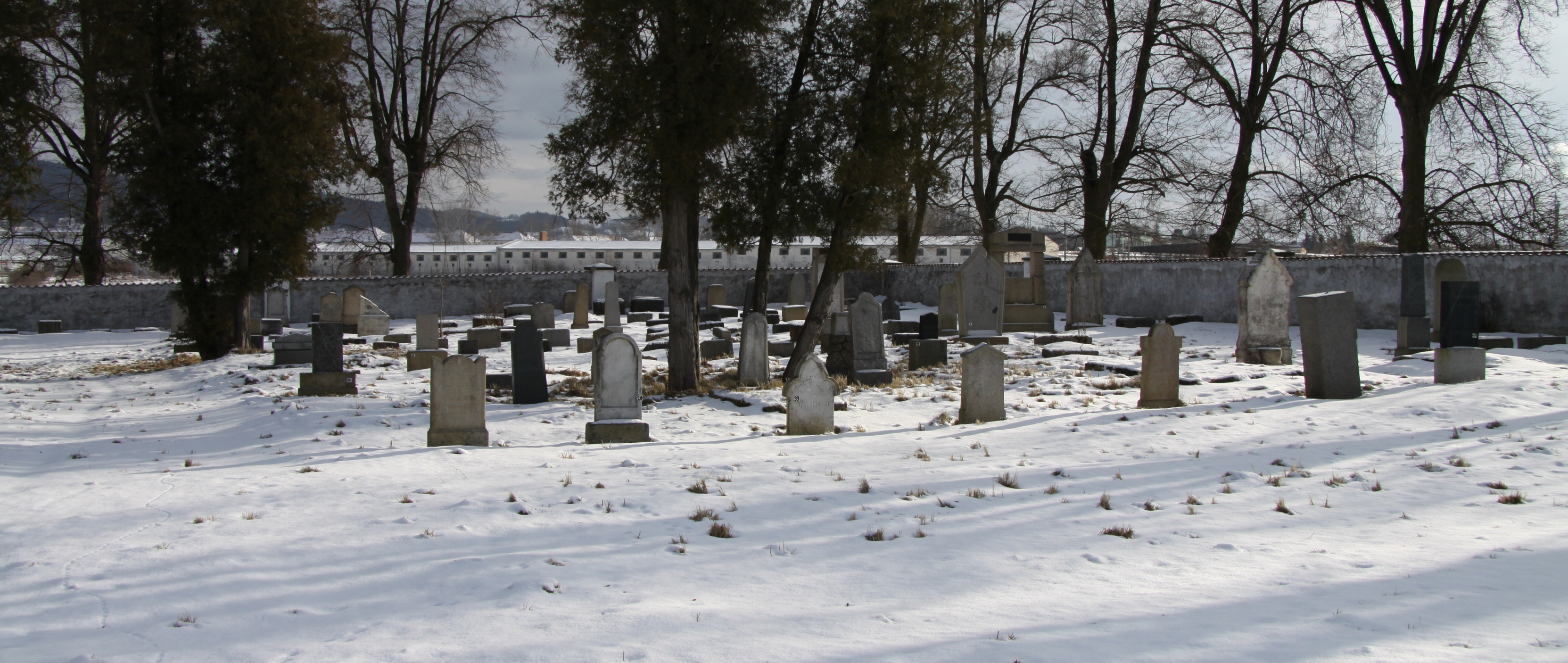
Ansicht des Friedhofs

Der Jüdische Friedhof in Písek (deutsch Pisek), einer tschechischen Stadt im Okres Písek der Südböhmischen Region, wurde Ende der 1870er Jahre nördlich der Vorstadt St. Wenzel angelegt. 

## Geschichte
Der jüdische Friedhof wurde 1969/70 zerstört und auf einem Teil des Geländes wurden Plattenbauten errichtet. Etwa 25 Jahre später wurde ein Teil des Areals wieder als Begräbnisstätte hergerichtet. Auf dem Friedhof sind nur noch wenige Grabsteine vorhanden.
Der jüdische Friedhof nordwestlich der Stadt ist seit 1988 ein geschütztes Kulturdenkmal.